# Алоэ древовидное
Ало́э древови́дное (лат. Aloe arborescens) — вечнозелёное суккулентное растение, вид рода Алоэ семейства Асфоделовые (Asphodelaceae). Его естественный ареал охватывает Южную Африку — Мозамбик, Зимбабве, Эсватини и Малави.
Имеет широкое медицинское применение, а также культивируется как декоративное комнатное растение. В качестве лекарственного растения алоэ было известно ещё в Древнем Египте, где оно, наряду с лекарственным применением, использовалось в средствах для бальзамирования умерших.

## Биологическое описание

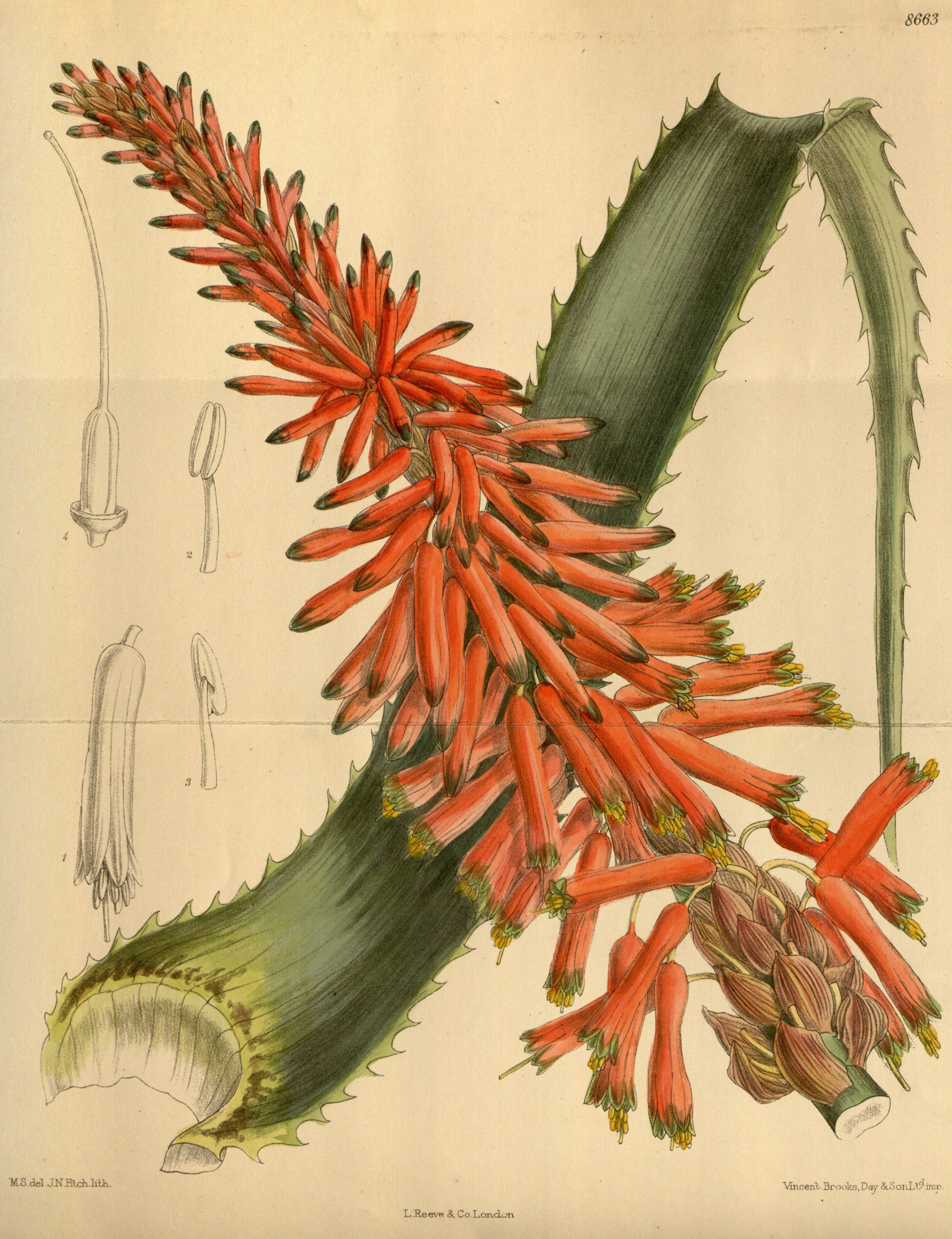
Ботаническая иллюстрация из Curtis's Botanical Magazine, 1916

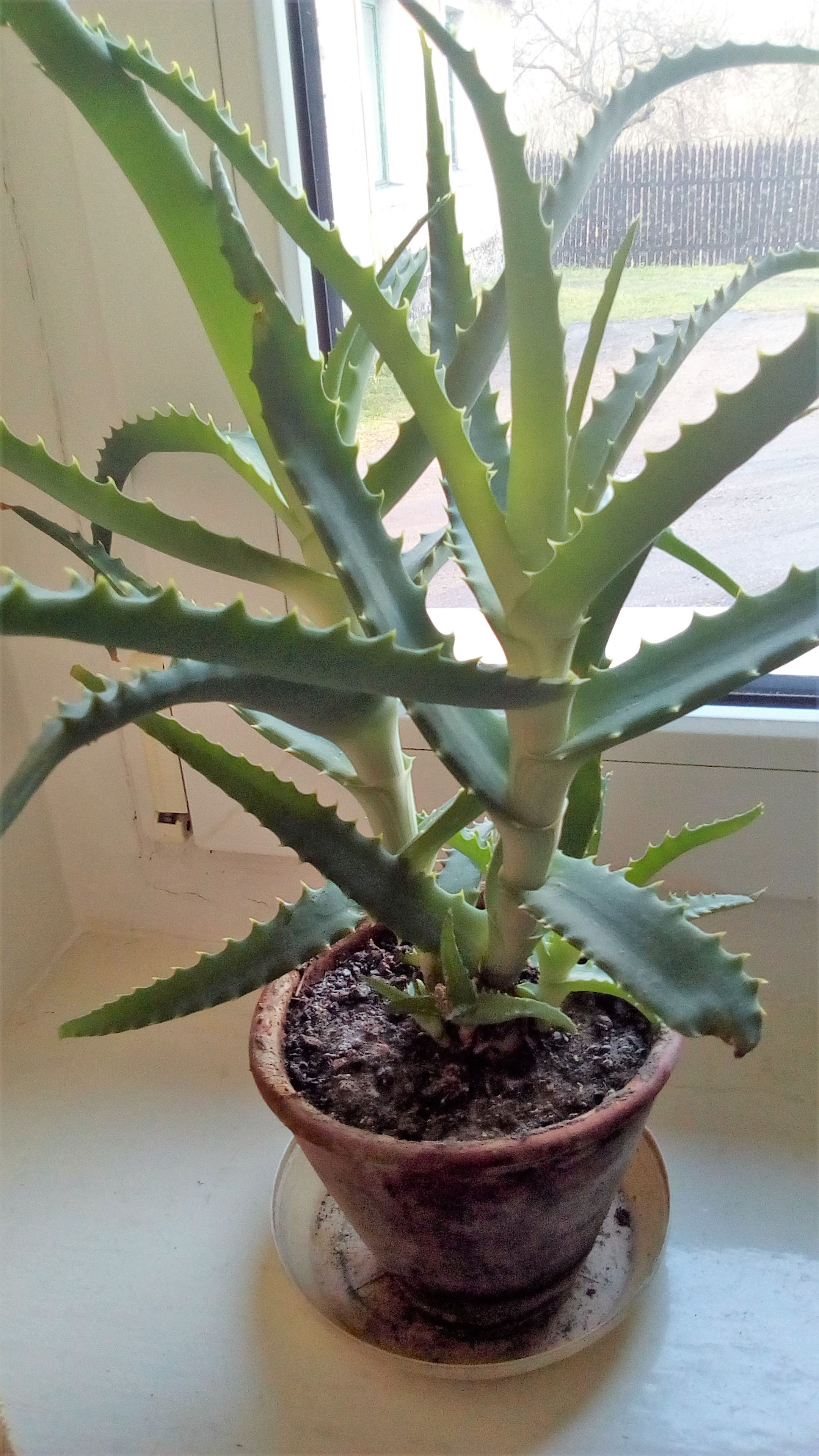
Алоэ древовидное на подоконнике

Алоэ древовидное — вечнозелёное лилейное, низко и сильно ветвящееся деревце или кустарник, 2—5 (10) м высотой. В комнатной культуре обычно достигает высоты 60–70 (100) см.  Корневая система мочковатая, с сильно разветвлённым, цилиндрическим, серовато-оранжевым корнем. 
Ствол прямостоячий, толщиной до 14 см, ветвистый, в нижней части с многочисленными кольцеобразными рубцами от опавших листьев. От основания ствола нередко развивается большое количество боковых побегов, используемых для вегетативного размножения.
Листья очерёдные, стеблеобъемлющие, голубовато-зелёного или зеленовато-сизого цвета, гладкие, матовые, сочные, линейно-ланцетные или мечевидные, с шиповато-острозубчатым краем, с верхней стороны несколько вогнутые, снизу выпуклые, 20—65 см длиной, 3—6 см шириной и 12—15 мм толщиной, по краям усажены хрящеватыми зубцами. В верхней части стеблей листья образуют густые розетки диаметром до 80 см.
Цветки крупные (длиной до 40 мм и шириной около 5 мм), колокольчатые, трубчатые, поникающие, шестилепестные, на тонких цветоножках, достигающих 2,5 см длины. Цветки собраны в пазушные, густые цилиндрические кистевидные соцветия 20—40 см длиной, растущие на длинных, прямых или слегка изогнутых цветоносах. Прицветники лопатчатые, тупые, по краям плёнчатые, 15—25 мм длиной. Лепестки линейные, расположены в два круга; три лепестка наружного круга — оранжевые, более плотные, три внутренних лепестка — плёнчатые, белые, с заметно выдающейся оранжевой срединной жилкой. Тычинок шесть, равных околоцветнику или немного из него выступающих, также расположенных в два круга; тычиночные нити наружного круга немного короче, к основанию расширяющиеся, пыльники ярко-оранжевые. Пестик с верхней трёхгнёздной завязью, нитевидным столбиком и едва заметным рыльцем.
Плод — тупотрёхгранная, почти цилиндрическая коробочка. Семена многочисленные, серовато-чёрные, неравномерно трёхгранные.

## Распространение и экология
Естественный ареал охватывает Южную Африку — ЮАР, Мозамбик, Зимбабве, Свазиленд и Малави.
Натурализировано во многих тропических и умеренных зонах Земного шара.
На родине произрастает в полупустынных и пустынных районах, на каменистых почвах, среди кустарников.

## Растительное сырьё

### Сбор
В качестве лекарственного сырья используют листья и получаемый из них сабур (сгущённый сок). Собирают нижние и средние листья длиной от 15 см. Сбор проводят несколько раз в год.
Получают три вида сырья: лист свежий — лат. Folium Aloes arborescens recens, лист сухой — Folium Aloes arborescens siccum, боковой побег свежий — Cormus lateralis Aloes arborescens recens. В первом случае листья собирают в течение лета от 2—4-летних растений и используют для приготовления лекарственных средств в течение суток после сбора или после консервации по методу академика B. П. Филатова (выдерживают в темноте при температуре 4—8 °С в течение 12 суток).

### Химический состав
Все виды сырья содержат антраценовые производные, а консервированные по методу Филатова — биогенные стимуляторы.
В листьях и соке растения содержатся ферменты, витамины, фитонциды, алоин, наталоин, рабарберон, гомонаталаин, эмодин (1,66 %), смолистые вещества и следы эфирных масел.

### Фармакологическое действие
Препараты алоэ оказывают слабительное, желчегонное действие, обладают выраженным противовоспалительным и противоожоговым свойством, усиливают секрецию пищеварительных желёз, улучшают аппетит и пищеварение. Сок алоэ обладает бактериостатическим действием в отношении многих групп микробов: стафиллококов, стрептококков, дифтерийной, брюшнотифозной и дизентерийной палочек.

## Агротехника

### В открытом грунте
Алоэ древовидное во влажных субтропиках культивируют как хозяйственно-однолетнюю культуру, при которой растения выращиваются в полевых условиях лишь в течение безморозного периода. Для культуры алоэ требуются плодородные рыхлые почвы слабокислой или нейтральной реакции. Урожай собирают выборочно, срезая наиболее развитые нижние и средние листья, достигающие не менее 15 см длины, и оставляют в верхней части растений по 8—9 листьев. Последнюю уборку листьев производят перед выкопкой растений для переноса их в парники на зимовку. Урожай свежих листьев в зависимости от условий и качества посадочного материала составляет 5—15 т/га. После трёхлетнего выращивания растения подвергают омоложению: в августе — сентябре срезают верхушки растений с листьями, которые затем укореняют. Из укоренившихся верхушек образуются сильные толстостебельные саженцы, имеющие высокую продуктивность.

### Комнатное содержание
Алое является светолюбивым растением и в комнатных условиях может сильно вытягиваться и отставать в росте, если освещение будет недостаточным. Рекомендуется периодически поворачивать горшок, чтобы рост растения был более равномерным, а ствол не изгибался.
Как и для всех суккулентов, полив должен быть редким, с полным просыханием грунта. Зимой полив проводят очень редко — 1 раз в месяц — или вообще от него отказываются.
Для содержания подходит любая положительная температура окружающего воздуха. При зимовке при температуре около +5...+10 °C растение прекращает рост, что может быть полезно для сохранения компактности при выращивании в горшечной культуре. 
Поскольку алое является олиготрофным растением, грунт для алое должен быть с низким содержанием питательных веществ. Чтобы уменьшить плодородность почвы, следует добавить в почву для кактусов инертные разрыхляющие добавки: кирпичную крошку, керамзит, перлит, вермикулит, древесный уголь, и т.п.
Поскольку надземная часть растения с массивными листьями становится тяжелей корневой системы, следует выбирать тяжёлые горшки, чтобы они уравновешивали растение и не допускали опрокидывания.

## Хозяйственное значение и применение

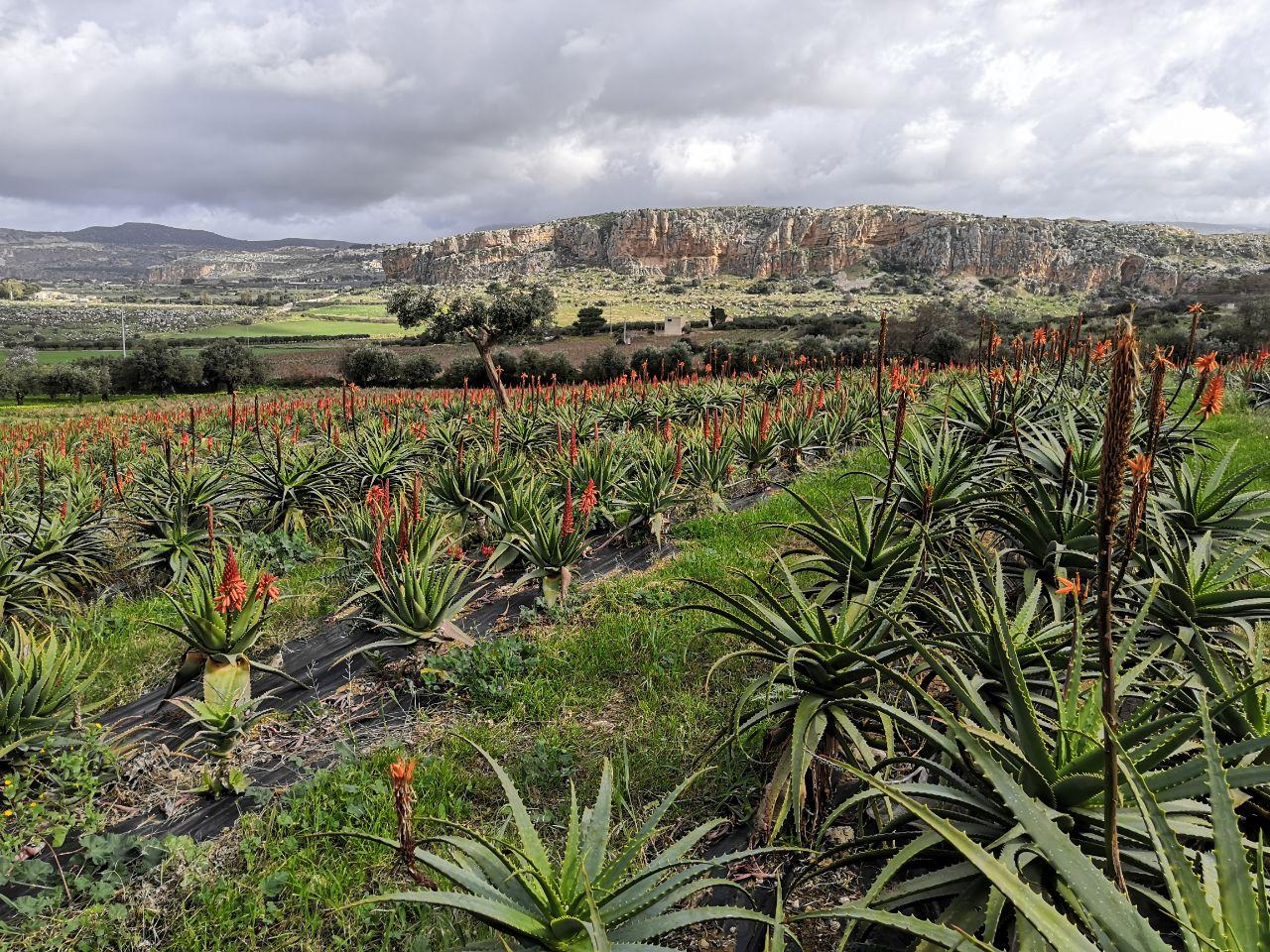
Плантация алоэ древовидного в Италии

Диапазон применения препаратов алоэ в медицине очень широк:
- свежий сок (внутрь) — при хронических гастритах, для улучшения аппетита, для повышения иммунитета против инфекционных заболеваний;
- сок (наружно) — при гнойных ранах, ожогах, остеомиелите, трофических язвах, для полоскания при заболеваниях ротоглотки и дёсен;
- сок (компрессы) — при туберкулёзе кожи, волчанке, экземе, лучевом дерматите головы;
- сироп алоэ с железом — при хронических и острых заболеваниях желудочно-кишечного тракта, после инфекционных заболеваний и других истощающих заболеваний и интоксикаций;
- экстракт алоэ жидкий (из свежих, консервированных или высушенных листьев — для инъекций; из измельчённых консервированных листьев — для приёма внутрь) — при блефарите, конъюнктивите, кератите, при хронических гастритах, язвенной болезни желудка и двенадцатиперстной кишки, бронхиальной астме, гинекологических заболеваниях[3];
- таблетки, покрытые оболочкой, содержащие измельчённый консервированный лист, — как неспецифическое средство при комплексном лечении глазных заболеваний[3];
- линимент алоэ, содержащий сок из биостимулированных листьев, — наружно при ожогах и для предупреждения и лечения лучевых поражений кожи[3].

Растение широко распространено в комнатной культуре. В культуре цветёт в зимние месяцы, но нерегулярно, при этом семян обычно не образует.
Агротехника